# ولاد غربي (سيف الغول)
ولاد غربي هو دُوَّار يقع بجماعة لمرابيح، إقليم سيدي قاسم، جهة الرباط سلا القنيطرة في المملكة المغربية. ينتمي الدوّار لمشيخة سيف الغول التي تضم 10 دواوير. يقدر عدد سكانه بـ 501 نسمة حسب الإحصاء الرسمي للسكان والسكنى لسنة 2004.

## روابط خارجية
- البوابة الوطنية للجماعات الترابية
- المندوبية السامية للتخطيط